# Vallées Calchaquíes

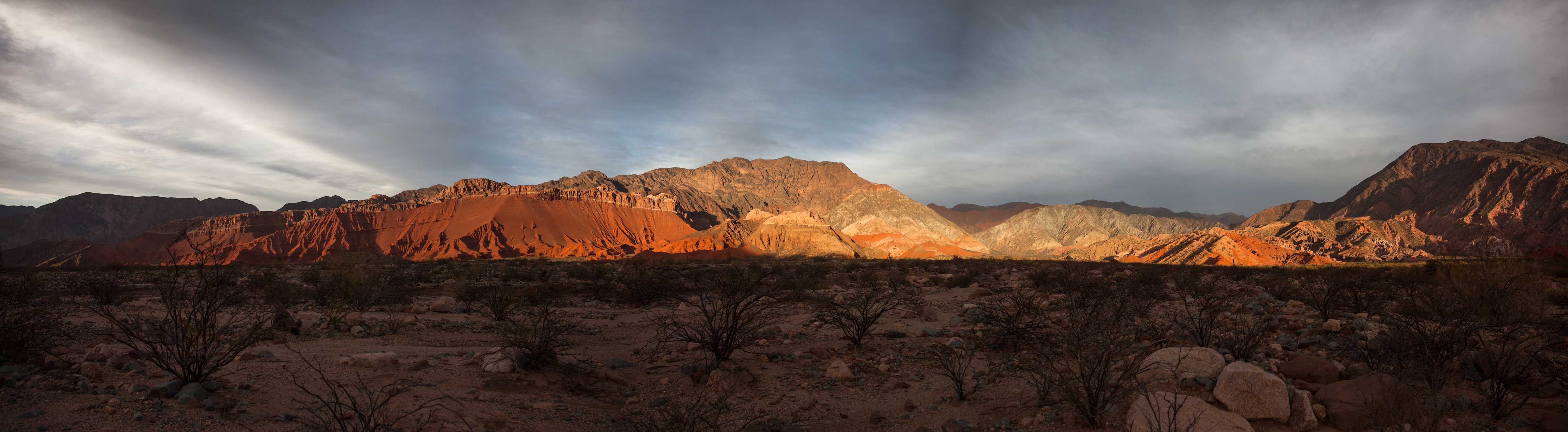
La Quebrada de las Conchas, au cœur des Vallés Calchaquíes

Les vallées Calchaquíes (en espagnol Valles Calchaquíes) sont un système de vallées et de montagnes argentines de 500 kilomètres de long, qui s'étendent sur les provinces de Salta, de Catamarca, et de Tucumán, au nord-ouest du pays. Ces vallées marquent la transition entre les sommets de la Cordillère des Andes et la zone forestière de la yunga. Comme l'ensemble de la région de Salta, le secteur fait partie des sites les plus touristiques d'Argentine. Leur héritage culturel, mais aussi naturel, contribue à leur réputation. Le Parc national Los Cardones, de plus de 64 000 hectares, est intégralement situé au sein des vallées.
La vallée a été proposée en 2001 pour une inscription au patrimoine mondial et figure sur la « liste indicative » de l’UNESCO dans la catégorie patrimoine culturel.

## Géologie

### Le Nord-Ouest Argentin
Le relief unique de la région est dû au glissement de la plaque de Nazca sous la plaque sud-américaine, qui a pour conséquence de repousser cette dernière vers l'est. Ainsi, c'est dans la partie occidentale des Andes que se trouvent les volcans les plus élevés du monde, dont certains avoisinent les 7 000 mètres d'altitude (comme le Llullaillaco). À l'est de cette chaîne, qui marque la frontière entre l'Argentine et le Chili, s'étend parallèlement la Cordillère Orientale, du Pérou au nord de l'Argentine, via l'ouest de la Bolivie. Le plateau de la puna, situé entre ces deux formations montagneuses à une altitude moyenne de 4 000 mètres, donne naissance sur sa partie orientale de profondes vallées et canyons, dont font partie les vallées Calchaquíes, mais aussi la très touristique Quebrada de Humahuaca.
La quantité, la diversité et la taille des roches, de même que l'altitude élevée donnent à l'ensemble de la région des paysages d'une grande variété, ainsi que des formations géologiques uniques (salars, Laguna Colorada, etc.). L'érosion de la roche permet aujourd'hui l'observation très aisée de différentes couches, correspondant à plusieurs temps géologiques des derniers 600 millions d'années.
À l'est, une altitude moindre, qui bénéficie d'un climat plus humide, a permis l'essor d'une végétation luxuriante, qui contraste singulièrement avec les étendues désertiques de la puna, à l'ouest. Entre ces deux régions se sont développées de nombreuses vallées, à la terre fertile et aux ressources naturelles abondantes : des minerais métalliques tels que l'or, l'argent ou le plomb s'y trouvent, de même que du granite, de l'onyx, du calcaire ou de la lauze, certaines étant utilisées depuis des siècles dans l'artisanat local.
Le nord-ouest de l'Argentine possède également un sous-sol très riche en hydrocarbures. Le raffinage du pétrole, notamment, connaît une expansion très rapide depuis les années 1990.

### La Quebrada de las Conchas
Également appelée Quebrada de Cafayate, elle marque la limite entre les Vallées Calchaquíes et la Vallée de Lerna. D'une longueur d'environ 70 km, le canyon s'étend à partir du village d'Alemanía, au sud de Salta, jusqu'à quelques kilomètres au nord de Cafayate. Le Río de las Conchas a ainsi creusé son lit au milieu de formations rocheuses imprégnées d'oxyde de fer, qui leur donne une couleur rouge brique, et qui appartiennent à la période du Crétacé supérieur, de l'ère Mésozoïque. La Quebrada est caractéristique du groupe géologique de Salta, formé entre 130 et 75 millions d'années avant notre ère.
L'érosion a par la suite taillé les roches rouges du canyon, donnant naissance à de multiples formations rocheuses aux formes originales, et qui constituent aujourd'hui un site touristique majeur. El Anfiteatro (l'Amphithéâtre), la Garganta del Diablo (la Gorge du Diable), el Sapo (la Grenouille), ou el Fraile (le Moine) comptent parmi les points les plus remarquables observables et accessibles sur la route depuis Salta jusqu'à Cafayate.

## Géographie

### Situation et caractéristiques générales
Les vallées sont limitées au nord par la vallée de Lerma, de l'autre côté de laquelle se trouve la Quebrada de Humahuaca. La Cuesta del Obispo ("La Montée de l'Évêque") est la route qui connecte la région de Salta aux Vallées Calchaquíes. Cette partie de la route nationale 33 culmine à 3 340 mètres au niveau du panorama de la Piedra del Molino et traverse le Parc national Los Cardones, où elle forme la Recta Tin Tin, une ligne parfaitement droite de 18 km de long.
La Quebrada del Toro, situé entre le village de Campo Quijano et le passage de la Puerta Tastil, est un immense système de canyons qui relie les vallées, dans leur partie nord-ouest, à la région de l'Altiplano andin. C'est dans cette formation géographique, également appelée El Camino del Inca, que circule le Train des nuages, qui relie Salta à San Antonio de los Cobres, avec des sections à plus de 4 000 mètres d'altitude.
Au sud, la limite des vallées est marquée par le plateau de l'Abra del Infernillo (littéralement "le passage du petit enfer"), qui, à 3 042 mètres d'altitude, connecte les vallées Calchaquíes à la Vallée de Tafí.

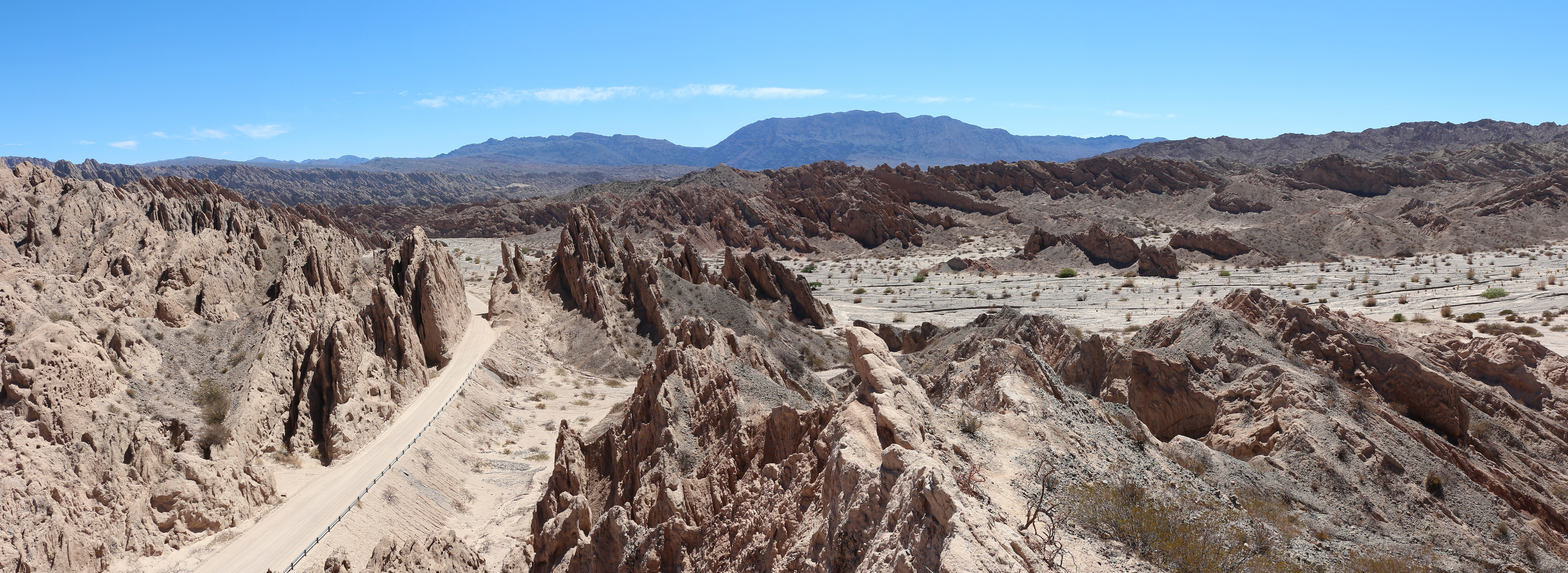
La Quebrada de las Flechas

### Relief
De nombreux sommets très élevés entourent les vallées Calchaquíes, le point culminant étant le Nevado de Cachi, avec ses 6 380 mètres d'altitude. L'abondance et la diversité des couleurs, formes et reliefs qu'offrent les Vallées Calchaquíes sont notamment visibles dans certaines vallées latérales, appelées Quebradas ("cassures"), parmi lesquelles les très touristiques Quebrada de las Conchas et Quebrada de las Flechas.

### Hydrographie
Les vallées Calchaquíes sont arrosées par le Río Calchaquí, qui s'écoule du nord au sud, et, plus au sud, par le Río Santa María, qui coule en direction du nord. Les deux cours d'eau se rejoignent à proximité de la localité de Cafayate, donnant naissance au Río de las Conchas. Le nom de la rivière est différent selon les provinces qu'elle traverse, et devient successivement le Río Juramento, puis Río Salado, avant de rejoindre le Río Paraná au niveau de la ville de Santa Fé.

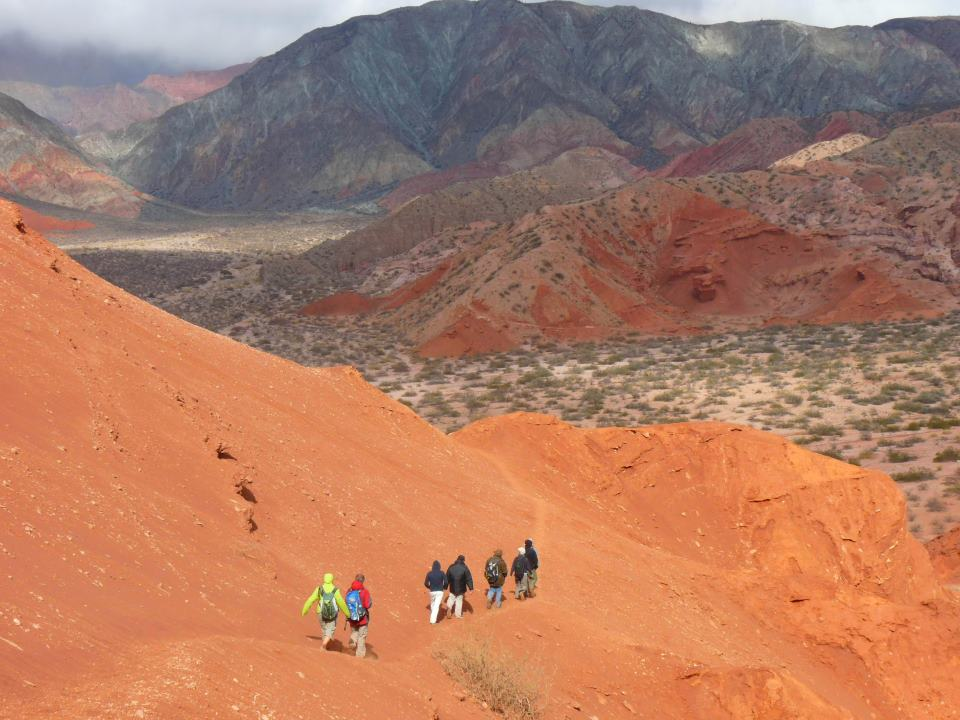
La Quebrada de Cafayate

## Histoire
Disséminés sur toute la longueur des vallées, de nombreux villages précolombiens et coloniaux, en majorité intacts, témoignent du patrimoine culturel de la région. Cafayate, Cachi, ou Tafí del Valle, plus au sud, figurent notamment parmi les localités les plus emblématiques de la région.

### Époque précolombienne
C'est dans cette région que s'est développée entre 1200 et 1470 la culture de Santa María, appartenant à l'ensemble de la civilisation andine, même si la présence de peuplades diaguita est attestée dans la région dès l'an 850. L'agriculture repose alors essentiellement sur la pomme de terre, le maïs, les pois, le quinoa et les courges. L'utilisation de lamas comme animaux de charge permet aux individus de former des caravanes, contribuant à l'essor du commerce et aux échanges culturels avec d'autres peuples de la région. La culture de Santa María se distingue également par sa maîtrise de la métallurgie et ses travaux sur des métaux tels que l'or, le cuivre ou l'argent, qui lui permettent de réaliser des objets complexes. La poterie tient quant à elle une place primordiale, en témoignent les nombreuses urnes funéraires en céramique retrouvées dans la région.

### Exploration
Les vallées Calchaquies doivent leur nom à une des nations diaguitas ou paziocas, les calchaquís, une culture indigène qui imposa une guerre de 100 ans aux envahisseurs espagnols, connue sous le nom de Guerras Calchaquíes (guerres calchaquies), initiée en 1562 par le chef militaire Juan Calchaquí. 

## Faune
La faune de la région est caractéristique du nord-ouest argentin et des plateaux andins. De nombreux troupeaux de vigognes et de guanacos sont observables sur les plateaux qui entourent les vallées. Comme dans une grande partie du continent américain, le superprédateur incontesté de la zone est le puma. Des mammifères plus petits peuplent également les vallées, comme le renard de Magellan, le chinchilla, ou le chat de Geoffroy.
Le nombre d'espèces d'oiseaux différentes y dépasse la centaine ; parmi les plus connus, les condors des Andes, la buse aguia, plusieurs espèces de faucons, en ce qui concerne les rapaces. Mais d'autres oiseaux, comme le pic ouentou, ou la perdrix, figurent aussi dans la faune des vallées Calchaquíes.
Le serpent corail, le Bothrops alternatus, ainsi que diverses espèces de lézards, sont quant à eux les reptiles caractéristiques de la région.

## Production viticole
Les Vallées Calchaquíes font partie des grandes régions de production de vin en Argentine. La région de Cafayate, en particulier, est reconnue pour son torrontés, un cépage blanc sans lien de parenté avec son homonyme espagnol qui hérite du Muscat d'Alexandrie ses arômes de fleur d'oranger et de miel. À l'instar du malbec pour le vin rouge, le torrontés est l'emblème de la culture viticole du pays. La ville de Cafayate abrite ainsi le Musée de la Vigne et du Vin, inauguré en mars 2011.

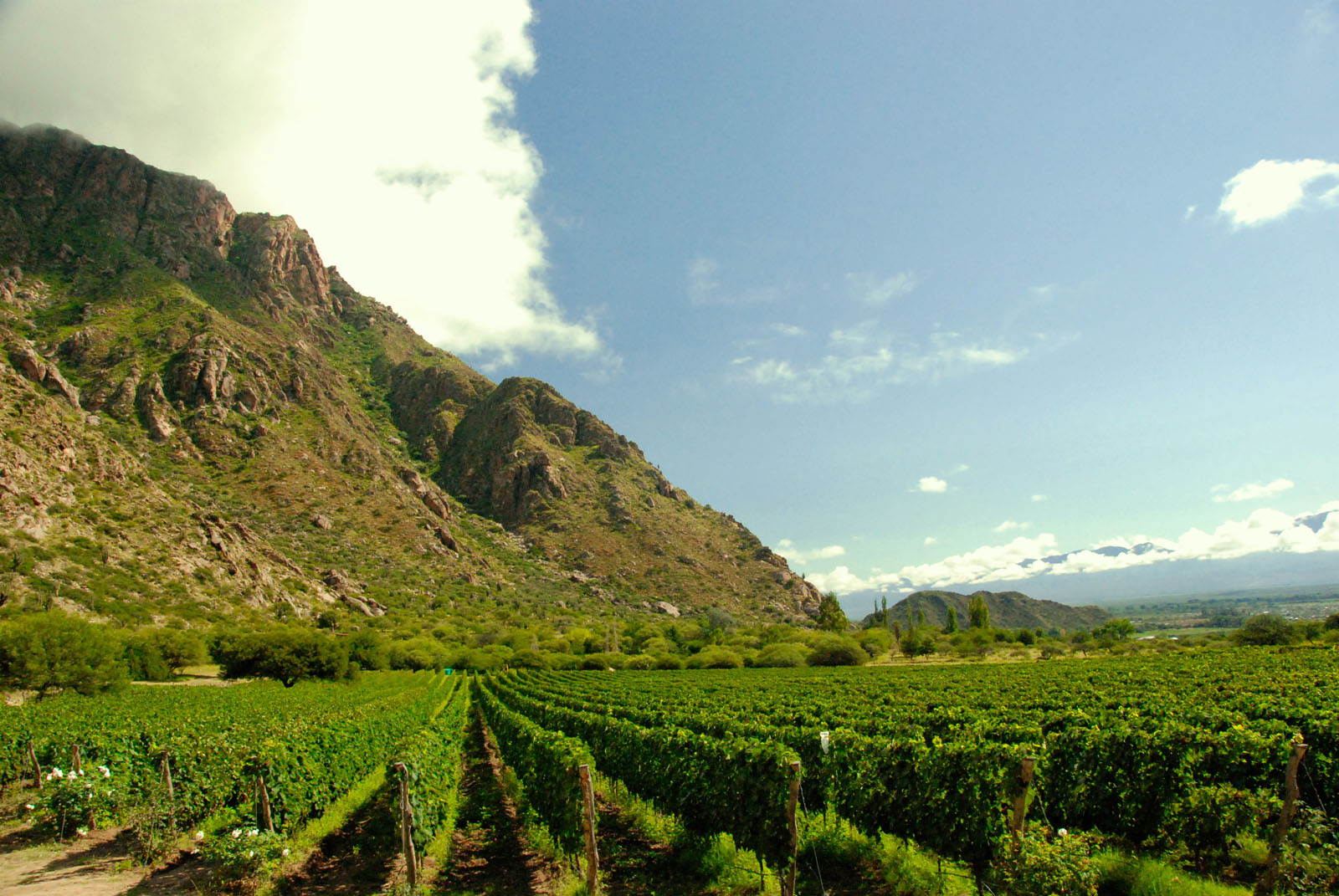
Cafayate.

Selon l'historienne locale María Teresa Cadena de Hessling, la viticulture est attestée dès la fin du XVIe siècle autour de Chicoana, le commerce de la production avec la province de Buenos Aires étant établi dès 1618. Ce sont ainsi les pères de la Compagnie de Jésus qui, les premiers, cultivent du vin dans les vallées Calchaquíes et établissent une première bodega au nord de Cafayate pour produire du vin de table.
Durant le XVIIIe siècle, la production est en grande partie le fait du domaine de Julián de Lea y Plaza, grand propriétaire terrien, qui expérimente dans ses vignes des assemblages entre des cépages déjà présents et d'autres, importés du Pérou et du Chili par les jésuites et les marchands. Après avoir construit une première bodega à Cachi, dans laquelle il élaborait le vin et de l'aguardiente destinés à la consommation domestique, il s'établit dans un nouveau domaine près de Molinos, d'où il augmente considérablement sa production. Ses enfants contribuent par la suite à faire fleurir l'entreprise familiale pendant tous les XVIIIe et XIXe siècles.
C'est le colonel Wenceslao Plaza, petit fils de Julián de Lea y Plaza, qui, depuis le Chili, introduit dans les vallées Calchaquíes les premières vignes françaises en 1886, et notamment les premiers pieds de Malbec. Cet apport a considérablement modifié le paysage viticole de la région, axant la production sur des vins de meilleure qualité, et aidant le développement du commerce avec le reste du pays. La culture de Malbec existait déjà alors en Argentine, et ce depuis 1868, grâce à l'agronome français Michel Pouget.
En 1911, Cafayate comptait déjà 666 hectares de vignes, San Carlos 255, La Viña 77 et Molinos 33.